# Smilovice (Mladá Boleslav)
Smilovice é uma comuna checa localizada na região da Boêmia Central, distrito de Mladá Boleslav.